# Fundulus notti
 Fundulus notti és una espècie de peix de la família dels fundúlids i de l'ordre dels ciprinodontiformes. Poden assolir els 6 cm de longitud total. Va ser descrit el 1854 pel naturalista suís Louis Agassiz.

## Distribució geogràfica
Es troba als Estats Units.